# Surgeon Simulator
Surgeon Simulator (с англ. — «Симулятор хирурга», ранее Surgeon Simulator 2013) — игра, разработанная британской компанией Bossa Studios. Первоначальная версия была разработана за 48 часов, однако разработка была продолжена. Полная версия игры была сделана за 48 дней и выпущена в январе 2013 года. 19 апреля 2013 игра стала продаваться через сервис Steam, а 10 октября 2013 года — через сервис GOG.com.

## Игровой процесс
Surgeon Simulator 2013 — игра от первого лица. С помощью мыши можно управлять рукой персонажа. Удерживая нажатой правую кнопку мыши и перемещая мышь, игрок может поворачивать руку. По умолчанию клавиши A, W, E, R и пробел используются для управления пальцами персонажа и для захвата различных предметов. Геймплей состоит из того, что игрок может выполнять различные операции, например по пересадке почек. Постепенно открываются некоторые другие режимы, такие как «скорая помощь» и «операции в космосе».
Позже в игру были добавлены два бесплатных DLC. Первый вышел 21 июня 2013 года и включает в себя операцию на Пулемётчике из Team Fortress 2, в котором игрок управляет Медиком из той же игры. Второй был выпущен 9 сентября 2013 года и включает операцию на пришельце.

## Разработка
В январе 2014 года разработчики анонсировали версию игры на iPad. 7 марта 2014 года данная версия была выпущена и содержала в себе помимо основных операций две новые: операцию на глазах и операцию на зубах. Появился новый режим игры, а также дефибрилляторы, помогающие, если пациент будет при смерти.
Версия для Playstation 4 была анонсирована 10 июня 2014 года.
Версия для Android была анонсирована 6 августа 2014 года. Тогда же на официальном канале Bossa Studios вышел дебютный трейлер. 14 августа 2014 года данная версия была выпущена
Версия для Nintendo Switch была выпущена 13 сентября 2018 года. В данной версии добавилось управление движением с помощью контроллеров Joy-Con и кооперативная игра.
5 декабря 2016 года была выпущена версия игры для виртуальной реальности с поддержкой шлемов Valve Index, HTC Vive и Oculus Rift, названная Surgeon Simulator: Experience Reality.

## Рецензии
| Сводный рейтинг | Сводный рейтинг | Сводный рейтинг |
| Издание         | Оценка          | Оценка          |
| Издание         | PC              | PS4             |
| --------------- | --------------- | --------------- |
| GameRankings    | 68,93 %         | 65,60 %         |
| Metacritic      | 71/100          | N/A             |

Игру критики приняли довольно неплохо, однако указывали на трудности в управлении. Rock, Paper, Shotgun отметил юмор в игре, сказав: «Это не блестящая игра. Но это блестящая шутка. В форме игры». Eurogamer дал игре рейтинг 7/10, также высоко оценив её юмор.
Летом 2018 года, благодаря уязвимости в защите Steam Web API, стало известно, что точное количество пользователей сервиса Steam, которые играли в игру хотя бы один раз, составляет 1 879 150 человек.